# Dièdre (avion)
Pour les articles homonymes, voir Dièdre.

dièdre positif

dièdre négatif

En aéronautique, le dièdre est l'angle formé par le plan de chaque aile et le plan horizontal.

La géométrie du dièdre ainsi que d'autres caractéristiques de l'avion comme la position de l'aile sur le fuselage et son angle de flèche déterminent un dièdre effectif.

On examine les effets combinés du dièdre effectif et de la stabilité de lacet (directionnelle) pour analyser le comportement latéral (en roulis et en lacet) de l'avion.

## Géométrie du dièdre
Le dièdre peut être positif (ailes partant vers le haut) ou négatif (ailes partant vers le bas). Le dièdre peut n'affecter qu'une partie de la voilure, comme sur l'aile typique Jodel, ou sur le F-4 Phantom II. Si l'aile présente à la fois un dièdre positif et un dièdre négatif, on parle d'aile en mouette (lorsque l'endroit où le dièdre change est le point le plus haut de la voilure) voire d'aile en mouette inversée (lorsque l'endroit où le dièdre change est le point le plus bas de la voilure).

## Stabilité en roulis
Le dièdre d'une aile est souvent présenté comme une condition de la stabilité en roulis.
 
Statiquement parlant, pour qu'il y ait stabilité, il faut qu'il y ait une condition initiale d'équilibre stable. En aviation, même en vol dit "équilibré", la situation d'équilibre initial en roulis est le plus souvent un équilibre instable, contrôlé par le pilote ou par un pilote automatique. Cette instabilité est faible (la divergence est lente) et n'empêche pas le pilotage manuel; c'est la même chose pour la conduite d'un deux roues, dont l'apprentissage revient à maîtriser l'instabilité en roulis. En aérodynamique, il existe des symboles quantifiant la stabilité en tangage et en lacet, mais il n'existe pas de coefficient de stabilité en roulis. Comme le lacet agit fortement sur le roulis, le coefficient de roulis induit (par le lacet) intervient avec la stabilité directionnelle pour définir la stabilité spirale (voir plus bas), qui n'est pas une stabilité en roulis.

## Dièdre et pilotage en roulis
Les mouvements en lacet se combinent avec ceux en roulis : un mouvement en lacet se traduit par un mouvement plus ou moins fort en roulis.
- On peut effectuer un virage équilibré (non dérapé) avec un avion "deux axes", sans ailerons. Pour cela, on actionne la gouverne de direction, l'avion se met en biais (en attaque oblique), l'aile avançante reçoit plus d'air que l'aile reculante, elle porte plus, l'avion s'incline. C'est ce que l'on appelle du roulis induit. Cela nécessite un dièdre moyen d'environ 8°.

- Pour les avions dits "trois axes" équipés d'ailerons, le dièdre est établi de façon qu'une attaque oblique (en lacet) génère un roulis induit suffisant pour la stabilité spirale (voir plus bas). Sur un avion de voltige, sans dièdre, il n'y a pratiquement pas de roulis induit par le lacet : les deux axes sont dits "découplés".

## Dièdre effectif

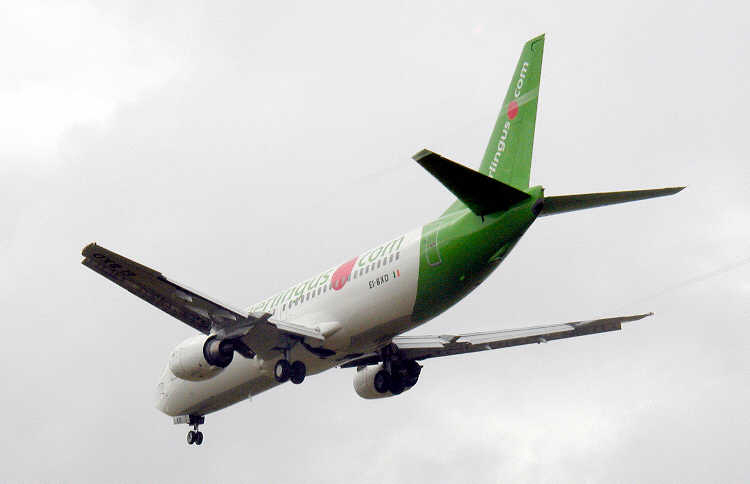
Dièdre positif d'un Boeing 737.

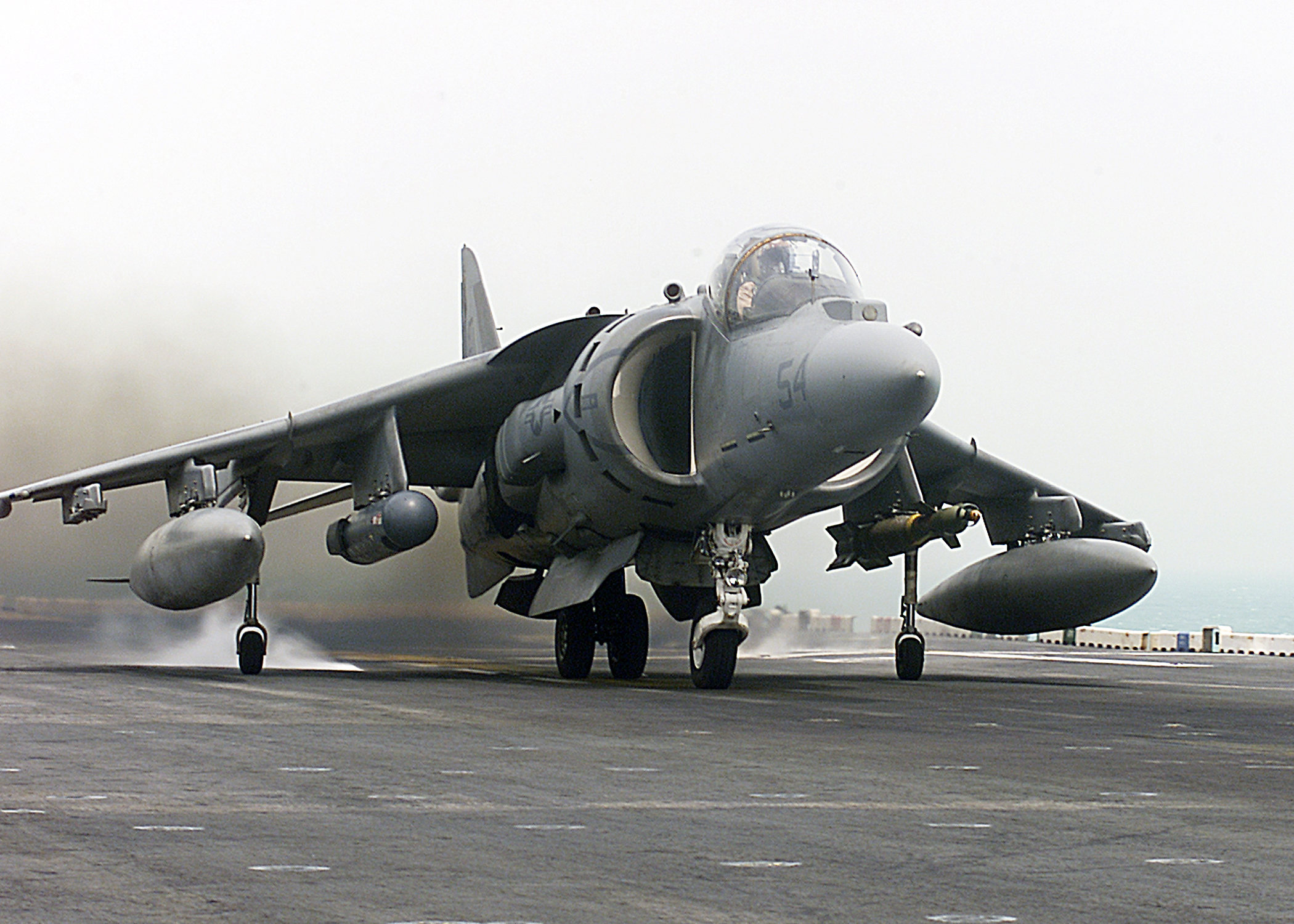
Dièdre négatif d'un AV-8B Harrier II

Le dièdre effectif ou « effet dièdre » noté Clb est la variation du moment de roulis Cl en fonction de l'angle de lacet b.

La valeur de l'effet dièdre dépend :
- du dièdre de l'aile,
- de la position de l'aile sur le fuselage. La position haute de l'aile augmente l'effet dièdre.
- de la flèche des ailes. La flèche arrière augmente l'effet dièdre ; 5 degrés de flèche arrière valent environ 1 degré de dièdre.
- de l'angle d'incidence, notamment pour les avions à ailes en flèche[2] comme le Rutan VariEze[3]. L'effet dièdre augmente avec l'incidence.
- de la portance transversale du fuselage et de la dérive. Les forces latérales produites au dessus du centre de gravité (dérive haute) augmentent l'effet dièdre. L'absence de fuselage (débuts de l'aviation) diminue l'effet dièdre.

L'effet dièdre se combine avec la stabilité directionnelle pour donner la stabilité spirale. Cela conduit aux valeurs de dièdre suivantes :
- aile haute

sans flèche arrière : dièdre faiblement positif ou nul
avec flèche arrière : dièdre négatif de l'ordre de 4 à 6 degrés (par exemple B-52, C-5 Galaxy, Antonov An-225, Airbus A400M et AV-8B Harrier II).
- aile basse,

sans flèche arrière : dièdre positif, valeur fréquente 4 à 5 degrés
avec flèche arrière : dièdre nul ou faiblement positif

## Effet du dièdre sur le roulis et le lacet
Selon que la perturbation de la trajectoire concerne le roulis ou le lacet, un dièdre positif contribue à ramener ou inversement à écarter l'avion de son angle de roulis initial.
- Perturbation en roulis : si l'avion s'incline en roulis, la somme de son poids et de la force de portance des ailes l'entraîne dans un mouvement latéral (attaque oblique, angle de lacet non nul). Comme l'avion est incliné, l'angle d'attaque de l'aile basse est plus fort; elle porte plus, cela crée un moment de roulis de sens opposé à l'inclinaison en roulis initiale. À cause du dièdre et de la flèche, l'aile basse a une envergure effective plus grande que celle de l'aile haute;  sa traînée induite par la portance est plus petite que celle de l'aile haute. Cette différence de traînée donne un couple en lacet qui génère un roulis induit de sens opposé à l'inclinaison en roulis initiale.
- Perturbation en lacet : si l'avion prend du lacet (attaque oblique), l'effet dièdre va générer du roulis induit, d'autant plus fort que le dièdre (et la flèche) sont importants. Dans ce cas le roulis induit écarte l'avion de son angle de roulis initial. C'est l'avion qui a l'effet dièdre le plus faible (avion de voltige : aile médiane, pas de dièdre ni de flèche) qui sera alors le moins dévié de son angle de roulis initial. On pourrait dire "le plus stable en roulis" pour simplifier, ou plutôt le moins instable, mais on vient de voir que cette notion de stabilité "en roulis" ne peut pas s'appliquer.

## Effet du dièdre sur l'inclinaison en virage
L'avion va réagir à un défaut ou un excès d'inclinaison en virage : 
- si l'avion est trop incliné il va glisser latéralement vers l'intérieur du virage,
- si l'avion n'est pas assez incliné il va déraper latéralement vers l'extérieur du virage.

Dans le cas de la glissade :
- si l'effet dièdre l'emporte sur la stabilité en lacet, l'avion va se redresser (son inclinaison en roulis va diminuer) ; on a une stabilité dite spirale.
- si l'effet dièdre est insuffisant, l'avion va tourner vers l'intérieur du virage sous l'effet de la dérive ; sous l'effet du roulis induit par le lacet, il va s'incliner en roulis davantage et piquer : on parle alors de virage engagé, caractéristique de l'instabilité spirale.

## Roulis hollandais
Pour faciliter le pilotage par mauvaise visibilité (perte des références visuelles pouvant conduire au virage engagé), les avions de ligne ont toujours une stabilité spirale positive (le dièdre effectif l'emporte sur la stabilité en lacet). Cela se traduit en vol en conditions turbulentes par des oscillations couplées et décalées dans le temps en lacet et roulis : on parle de roulis hollandais.